# Ícolo e Bengo (província)
Ícolo e Bengo é uma província de Angola. Foi criada em 5 de setembro de 2024 a partir da província de Luanda. Sua capital é Catete.

## Etimologia
O termo Ícolo e Bengo provém do termo da língua quimbundo mu ikolo ya nbengo, que significa "vale largo e extenso", numa referência à grande planície fértil entre os rios Bengo (ao norte) e Cuanza (ao sul) em que está localizado o território provincial.

## História
Em 14 de agosto de 2024, a Assembleia Nacional de Angola aprovou uma lei para a criação de três novas províncias, incluindo a separação das porções menos urbanizadas da província de Luanda da cidade de Luanda para formar a nova província de Ícolo e Bengo. Esta lei entrou em vigor com a sua publicação no Diário Oficial de Angola em 5 de setembro de 2024.
A província de Ícolo e Bengo herdou o nome de "Ícolo e Bengo", o município mais populoso que existia antes da fundação da nova entidade territorial-administrativa.

## Geografia

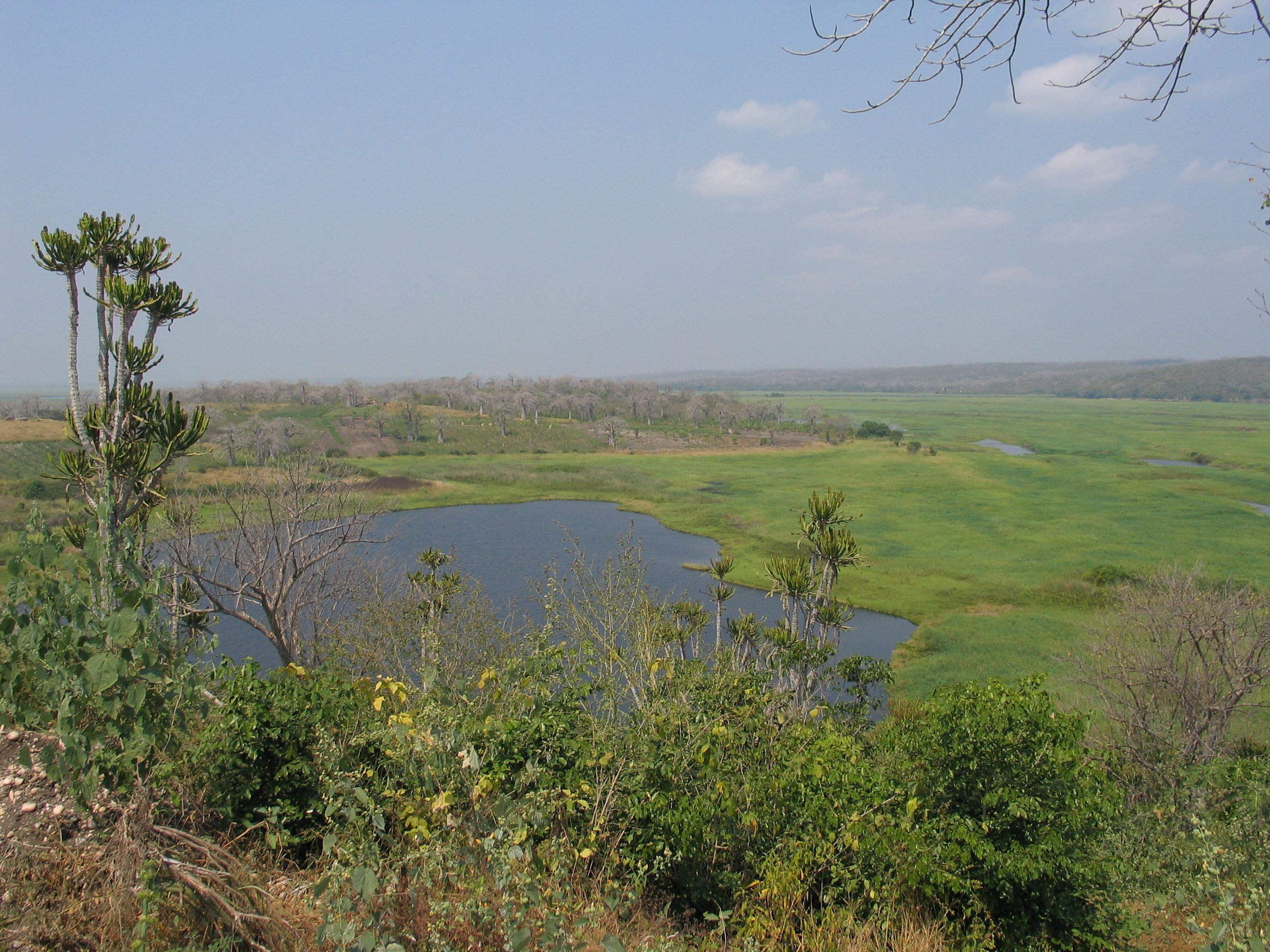
As planícies alagadiças do Cacefo, localizadas na macrozona geográfica do rio Cuanza, em 2008.

Ícolo e Bengo faz fronteira com as províncias angolanas de Luanda a noroeste, Bengo a norte, Cuanza Norte a leste e Cuanza Sul a sul. Também faz fronteira com o oceano Atlântico a oeste. A fronteira entre Ícolo e Bengo e Luanda segue o rio Cuanza, o Canal do Quicuxi e as rodovias Via Expressa Fidel Castro e EN-100.
Localizado numa grande planície fértil entre os rios Bengo (ao norte), Cuanza (ao centro) e Longa (ao sul), a província de Ícolo e Bengo é particularmente abundante em fontes d'água, sendo banhado por muitos rios, lagos e lagoas, chegando a ser chamada de "mesopotâmia de Angola". Dentre seus lagos e lagoas destacam-se: Andolo, Anzamba, Cambala, Camuele, Cauigia, Cabemba, Chambanze, Hengue, Quilunda, Quilôa, Quiminha, Quissungo e Tôa. A província está localizada na eco-região de savana e bosques da Escarpa Angolana e contém o Parque Nacional da Quissama.

### Clima
Ícolo e Bengo apresenta um clima tropical com chuvas de verão. A interação entre a fria corrente de Benguela e as águas equatoriais quentes produz neblina, fazendo com que a umidade na área permaneça alta durante todo o ano, enquanto a precipitação anual é baixa, variando de 350 a 650 mm.

## Administração
Ícolo e Bengo está dividido nos sete municípios de Bom Jesus do Cuanza, Cabiri, Caboledo, Calumbo, Catete, Quissama e Sequele. O Catete subdivide-se ainda nas comunas de Caculo Cahango, Cassoneca, Catete, e Caxicane; Quissama está subdividida nas comunas de Demba Chio, Mumbondo, Muxima, e Quixinge; e Sequele está subdividida nas comunas de Funda, Quifangondo e Sequele. Todos os demais municípios possuem somente a comuna-sede.
O primeiro governador de Ícolo e Bengo é Auzílio de Oliveira Jacob, nomeado em dezembro de 2024.

## Economia e infraestrutura
Ao contrário da economia de Luanda, que é mais orientada para o sector dos serviços, prevê-se que a economia de Ícolo e Bengo se concentre mais na agricultura e na indústria.
O Aeroporto Internacional Dr. António Agostinho Neto está localizado em Ícolo e Bengo. A rodovia EN-230 e o Caminho de Ferro de Luanda também atravessam de leste a oeste a parte norte da província.
Na altura da sua criação, o Ícolo e Bengo contava com três hospitais: um na capital Catete, e dois outros tinham sido recentemente construídos no Zango e no Sequele.